# Principio di identità degli indiscernibili
Il principio di identità degli indiscernibili (o anche principio degli indiscernibili o principio di indiscernibilità degli identici) è un principio ontologico che afferma che se non c'è modo di distinguere due enti, allora sono in verità un solo e identico ente. Cioè vale a dire che le entità "x" e "y" sono identiche se e solo se ogni predicato valido per "x" è pure valido per "y".
Il principio è conosciuto anche come "Legge di Leibniz", visto che la formulazione meglio conosciuta proviene dal filosofo tedesco Gottfried Wilhelm Leibniz: Eadem sunt, quorum unum potest substitui alteri salva veritate: le cose delle quali l'una può essere sostituita dall'altra mantenendone intatta la verità, sono le stesse.
Questo principio postula l'idea che in natura non esistano due enti differenti solo numero, in quanto, se così fosse, non ci sarebbe una ragione sufficiente tale da giustificarne l'esistenza. Come esempio, Leibniz citava le foglie, di cui non ne esistono di identiche sul medesimo albero. Un altro esempio potrebbe essere quello delle impronte digitali.
Per questo possiamo vedere il principio degli indiscernibili come un corollario del principio di ragion sufficiente che così recita: nihil est sine ratione sufficiente, cur potius sit quam non sit (nulla è senza ragione sufficiente perché sia piuttosto che non sia).
Nel suo trattato Progressione Dyadica pubblicato nel 1679, Leibniz fu il primo pensatore occidentale a enunciare i fondamenti matematici e le principali applicazioni del moderno sistema numerico binario, alla base dell'informatica. L'opera, ignorata dai contemporanei, fu ripresa soltanto nell'Ottocento da George Boole. Leibniz, che fra l'altro era un bibliotecario, entrò in corrispondenza con un gesuita missionario in Cina, padre Joachim Bouvet, e tramite essi venne a conoscere la tavola binaria dello yin e yang diffusa da tremila anni.

## Definizione formale
Nella logica formale l'identità degli indiscernibili può essere formulata così:
{\displaystyle \forall x,\forall y:(\forall P(Px\leftrightarrow Py)\rightarrow x=y)}
Mentre l'indiscernibilità degli identici può essere così formulata:
{\displaystyle \forall x,\forall y:(x=y\rightarrow \forall P(Px\leftrightarrow Py))}
Da questi due principi deriva la seguente formula:
{\displaystyle \forall x,\forall y:(x=y\leftrightarrow \forall P(Px\leftrightarrow Py))}
Si noti che queste sono espressioni della logica di second'ordine, giacché si quantifica su predicati. È impossibile esprimere questo principio nella logica di primo ordine senza ricorrere a uno schema (nello stesso modo in cui, per esempio, nella teoria ingenua degli insiemi al primo ordine si esprime l'assioma di comprensione).